# Blues and Bullets
Blues and Bullets — епізодична нуарна відеогра з альт-історією, розроблена та опублікована A Crowd of Monsters на Microsoft Windows, OS X, Linux, Xbox One та Playstation 4. Перші два епізоди п'ятисерійної гри були випущені в липні 2015 року і березні 2016 року, а решта три епізоди, швидше за все, ніколи не будуть випущені, оскільки розробник A Crowd of Monsters припинив свою діяльність в 2016 році.

## Сюжет
Еліот Несс (озвучує Даґ Кокл) — агент, який ув'язнив ганстера Аль Капоне (озвучує Джон Геррасіо). У цій новій епізодичній грі Еліот Несс — поліцейський на пенсії, який керує закусочною під назвою Blues and Bullets. Одного разу хтось каже йому, що Аль Капоне потребує його допомоги, щоб знайти свою викрадену внучку. Його колишня ворогка — єдина людина, якій він довіряє, щоб повернути її. У грі є й інші персонажі, до яких відносяться: Мілтон (озвучує Том Кларк Хілл), Дельфіна Докерс (озвучує Жюль Де Йонг), Осмонд Берк (озвучує Джозеф Мей), Аліса (озвучує Лейла Пейн), Маленька дівчинка (озвучує Лейла Пейн), Little Boy (озвучує Жюль Де Йонг (епізод 1) і Алекса Кан (епізод 2), Дікінсон (озвучує Керрі Сейл), Джим Докерс (озвучує Колін Стінтон) і Микола Іваньков (озвучує Білл Робертс).

## Ігровий процес
Гравець шукає підказки, щоб знайти ведучих у розслідуванні. Підказки включають понівечені частини тіла. Підказки можуть бути зіставлені зі свідками. Також є стрілецькі секції. Розповідь гри розповідається монохромно з випадковими відтінками кольору. Взаємодія з іншими персонажами також відіграє велику роль у грі.

## Розробка
Вперше гра була анонсована 13 серпня 2014 року. Ще кілька скріншотів було випущено 22 листопада 2014 року, і гра була представлена на конференції розробників ігор 2015 року. Гра була відзначена нагородою Game Connection Development Awards в категорії «Досконалість в історії та сторітеллінгу». Трейлер був випущений 4 березня 2015 року. Перше відео з щоденником розробника гри було опубліковано 16 травня 2015 року.

## Епізоди
Очікувалося, що гра буде розділена на п'ять епізодів, випущених з інтервалом в кілька місяців. Епізод 1 був випущений 23 липня 2015 року, а епізод 2 був випущений 8 березня 2016 року. Однак розробник A Crowd of Monsters припинив свою діяльність наприкінці 2016 року. Випуск майбутніх епізодів (як і франшизи) під сумнівом.

## Рецепція

### Епізод 1: Кінець світу
GameSpot присудив першому епізоду оцінку 7.0 з 10, сказавши: «Хоча блюз і кулі не позбавлені недоліків, цей перший епізод встановлює характерний комікс, кримінально-нуарне ставлення досить переконливе, щоб ви продовжували грати і з нетерпінням чекали того, що серіал запропонує в майбутніх частинах». ComboCaster нагородив перший епізод 8.3 з 10, похваливши історію та темп. Шоста вісь присудила першому епізоду оцінку семи з десяти, сказавши: «Кінець миру відчувається, що натовп монстрів занадто багато напхав протягом двох з половиною годин вступного епізоду, з великою кількістю персонажів і подій, що відбуваються без особливого часу, щоб переварити те, що було раніше».